# Prowler
Prowler è un personaggio dei fumetti pubblicato dalla Marvel Comics, di cui diversi personaggi hanno indossato i panni.
- Il primo è Hobie Brown, creato da Stan Lee (testi) e John Buscema (disegni, con un ringraziamento a John Romita Sr. per aver suggerito il personaggio). La sua prima apparizione è in The Amazing Spider-Man (vol. 1) n. 78 (novembre 1969).
- Il secondo è Rick Lawson, creato da Todd DeZago (testi) e Mike Wieringo (disegni). La sua prima apparizione è in The Sensational Spider-Man (vol. 1) n. 16 (maggio 1997).

## Biografia del personaggio

### Hobie Brown
Nato nel Bronx, a New York, Hobie Brown è un giovane afroamericano. Brillante inventore, ha costruito un'attrezzatura per aiutarlo nel suo impiego come lavavetri ma quando il suo capo lo deride lui modifica la sua attrezzatura per usarla in furti, rapine e incarichi da altri supercriminali e diventa Prowler.
Viene subito sconfitto da Spider-Man, che lo convince ad abbandonare la vita criminale. I due diventano amici, al punto tale che Hobie accetta di impersonare l'eroe quando questi ha bisogno di dimostrare che Spider-Man e Peter Parker sono due persone diverse.
Prowler diventa un eroe scontrandosi con diversi criminali come l'Avvoltoio. Aiuta l'Uomo Ragno contro i Vendicatori formando i Fuorilegge, in quell'occasione incontra Silver Sable per cui lavora per un po' di tempo. In un'occasione fa brevemente parte dei Difensori. Hobie si rompe la schiena partecipando al Grande Gioco, un torneo illegale in cui chi aveva superpoteri si batteva fino alla morte per vincere il premio. Ripresosi, in seguito aiuta l'Uomo Ragno nel periodo delle sue crisi d'identità dandogli l'armatura del Calabrone Rosso.

### House of M
In questa realtà creata da Scarlet Hobie aiuta i Vendicatori costruendo vari gadget

### Civil War
Durante Civil War, Prowler è stato arrestato e minacciato dagli agenti S.H.I.E.L.D. di mandare sua moglie in prigione: ha confessato così che ad aiutarlo a scappare era stata Arachne.

## Poteri e abilità
Hobie Brown non ha superpoteri, ma è un genio della tecnologia: è in grado di fabbricare attrezzatura avanzatissima partendo da oggetti apparentemente inutili o rubati. È anche un abile combattente corpo a corpo, in possesso di una cintura verde in taekwondo. 
Il costume che ha inventato, dai caratteristici colori viola-verde-nero, ha un vasto assortimento di accessori e armi come:
- artigli d'acciaio potenziati meccanicamente per scalare i muri.
- bracciali che possono sparare vari tipi di proiettili (soporiferi, velenosi o di una potenza straordinaria).
- stivali isolanti in gommapiuma ammortizzata per attutire gli impatti ai piedi.
- un meccanismo, la cui natura non è mai stata spiegata chiaramente, che gli permette di volare.
- può sparare una corda che lega i nemici.
- mantello che contiene una rete di filamenti pneumatici che si espandono con l'aria per dargli una struttura rigida, permettendogli di planare per brevi tratti.

## Altre versioni

### House of M
Hobie Brown serve come un tecnico nella resistenza di Luke Cage.

### Marvel Zombies
Un Prowler trasformato in zombie in Marvel Zombie: Giorni morti (Ultimate Fantastic Four) viene raffigurato in una scena in prossimità di Tigra nei due layout della pagina di zombie.

### Ultimate Marvel
Compare in "New Spider-Man", sotto la sua maschera si cela Aaron Davis lo zio di Miles Morales, il nuovo Spider-Man. È un ladruncolo che vorrebbe espandere il suo dominio a tutta la malavita di New York cercando di diventare sempre più forte grazie ai gadget costruitigli  dal Riparatore. Sa che grazie a lui suo nipote è diventato il nuovo Spider-Man e cerca in tutti i modi di costringerlo per lavorare insieme e conquistare la città. Muore a seguito di un incidente causato dal combattimento tra lui e Miles che cercava di farlo convertire alla giustizia. Ha un costume e poteri simili alla sua controparte classica ossia grandi abilità combattive e svariati gadget come rampini, guanti che emanano forti scosse soniche e ali simili a quelle dell'Avvoltoio che gli permettono di volare.

## Altri media

### Cinema
- Dei concept art di Jeffrey Henderson pubblicati a giugno 2016 e le dichiarazioni dell'illustratore stesso confermano che nel mai realizzato Spider-Man 4 era previsto un montaggio che includeva numerosi villain: "villain di serie C o D che non avrebbero mai usato come antagonisti principali. Mysterio interpretato da Bruce Campbell, Shocker, Prowler, Rhino e credo persino Stilt-Man".[2][3][4]
- Il personaggio di Aaron Davis appare nel film del Marvel Cinematic Universe Spider-Man: Homecoming (2017), e nel lungometraggio animato Spider-Man: Across the Spider-Verse (2023) interpretato dall'attore Donald Glover.

- Il personaggio di Aaron Davis appare come antagonista terziario, poi antieroe, nel film d'animazione Spider-Man - Un nuovo universo (2018), doppiato da Mahershala Ali, nel sequel Spider-Man: Across the Spider-Verse, riappare il personaggio di Aaron Davis ma di un altro universo.

### Televisione
- Appare nella serie animata Spider-Man - L'Uomo Ragno. Qui è un modesto criminale, al soldo di un boss criminale, che cerca di diventare una figura importante nella malavita; durante una rapina viene neutralizzato dall'Uomo Ragno ma riesce a scappare; giurata vendetta all'eroe si allea con Kingpin che gli fornisce l'armatura di Prowler (nel doppiaggio italiano viene chiamato il "Predatore") in cambio della morte dell'Uomo Ragno; inizialmente accetta ma in seguito si allea con il ragno per cambiare vita e liberarsi di Fisk.
- Nella serie animata The Spectacular Spider-Man compare solo come adolescente nella stessa scuola che frequenta Peter Parker, senza mai accennare nessun tipo di tecnologia ne tanto meno il costume di Prowler.

### Videogiochi
- Appare nel videogioco Spider-Man: Amici o nemici come alleato ed è l'unico personaggio (eccetto Spider-Man) che è già sbloccato all'inizio del gioco.
- Il personaggio di Aaron Davis appare come antagonista secondario e antieroe nel videogioco Spider-Man: Miles Morales.